# Burlington (Oregon, Linn megye)
Burlington az Amerikai Egyesült Államok északnyugati részén, Oregon állam Linn megyéjében elhelyezkedő kísértetváros.
Nevét az illinois-i James Martintól kapta, aki a szülővárosához, Litte Yorkhoz legközelebbi vásárvárosról, Burlingtonról nevezte el. Kezdetben a Willamette folyón haladó komp és John Donald üzlete működtek itt. A települést 1853-ban jegyeztette be James Freeman; ekkor a kompon kívül kettő bolt, kettő lakóház és egy kovácsműhely volt itt. A folyó eliszaposodása miatt a vízi közlekedés ellehetetlenült, Burlington népessége pedig lecsökkent.
Postahivatala 1855 és 1857 között működött; bezárását követően Peoriába költöztették át.

## Fordítás
- Ez a szócikk részben vagy egészben  a   Burlington, Linn County, Oregon című angol Wikipédia-szócikk ezen változatának fordításán alapul.  Az eredeti cikk szerkesztőit annak laptörténete sorolja fel. Ez a jelzés csupán a megfogalmazás eredetét és a szerzői jogokat jelzi, nem szolgál a cikkben szereplő információk forrásmegjelöléseként.